# Besse-et-Saint-Anastaise
Besse-et-Saint-Anastaise je naselje in občina v francoskem departmaju Puy-de-Dôme regije Auvergne. Leta 2009 je imelo 1.636 prebivalcev, 2019 pa 1.500.

## Geografija
Kraj leži v osrednjefrancoskem narodnem parku Parc naturel régional des volcans d'Auvergne jugozahodno od Clermont-Ferranda. Zahodno od njega, pod Puy de Sancyjem, se nahaja zimsko-športno središče Super Besse.

## Administracija
Besse-et-Saint-Anastaise je sedež istoimenskega kantona, v katerega so poleg njegove vključene še občine Chambon-sur-Lac, Compains, Égliseneuve-d'Entraigues, Espinchal, Murol, Saint-Diéry, Saint-Pierre-Colamine, Saint-Victor-la-Rivière in Valbeleix s 4.249 prebivalci.
Kanton je sestavni del okrožja Issoire.

## Zgodovina
Prvotno Besse se je 2. aprila 1961 preimenoval v Besse-en-Chandesse, ob združitvi s sosednjim Saint-Anastaise 1. julija 1973 pa je prevzel sedanje ime.

## Zanimivosti
- romansko gotska cerkev sv. Andreja iz 12. stoletja,
- hiša kraljice Margot,
- Château du Bailli,
- smučarski muzej.

## Šport
Zimsko-športno središče Super Besse se nahaja 9 km zahodno od kraja, na južnem pobočju Puy de Sancyja, ustanovljeno leta 1961. Središče je poznano tudi kot občasni gorski etapni cilj kolesarske dirke po Franciji (1978, 1996, 2008).